# Motta Baluffi
Motta Baluffi (La Mòta in dialetto cremonese) è un comune italiano di 782 abitanti della provincia di Cremona, in Lombardia.

## Storia

### Simboli
Lo scaglione azzurro rappresenta l'ansa del Po, mentre le spighe la fertilità del terreno da esso irrigato.
Il gonfalone è un drappo di bianco.

## Società

### Evoluzione demografica
Abitanti censiti